# Touria Alaoui
Pour les articles homonymes, voir Touria et Alaoui.
Touria Alaoui est une actrice marocaine d'origine berbère, née le 21 septembre 1970 à Ouarzazate Elle parle cinq langues (arabe, anglais, berbère, espagnol, français). Sa famille a souvent déménagé à l'intérieur du Maroc, au gré des affectations de son père qui était militaire. Artiste pluridisciplinaire, elle joue au théâtre et parfois met en scène comme Last night, création du Théâtre des Amis dans laquelle elle joue, d'après un texte de l'écrivain Mohamed Said Al Danahani, ou Parle-moi comme la pluie d'après Tennessee Williams. Elle joue au cinéma et pour la télévision, lit des poèmes et organise et dirige plusieurs festivals, chante et danse.
Elle a commencé sa carrière à la télévision avec Bent lafchouch (Fille gâtée) d'Abdelatif Ayachi en 1990. Puis, elle rejoint l'ISADAC où elle obtient son diplôme en 1995. Depuis, elle a obtenu de nombreuses récompenses pour ses interprétations. Elle a joué récemment dans Exils de Tony Gatlif et travaillé sur Indigènes de Rachid Bouchareb et The Man Who Sold the World. Son engagement en faveur de nombreuses causes humanitaires est également une facette importante de sa personnalité.
En 2009, elle joue au théâtre Douleur sous clé d’Eduardo De Filippo, adapté en dialecte marocain par Abdellatif Firdaous, mise en scène par le Franco-Marocain Karim Troussi et interprété avec Hicham Ibrahimi et Henri Thomas de la Compagnie du Jour.